# Gavril Ciuban
Gavril Ciuban (n. 10 iulie 1951, Vișeu de Sus, România) este un poet român, membru al Uniunii Scriitorilor din România.

## Premii
- 1980 Marele Premiu Vasile Lucaciu și Premiul USR
- 1982 Premiul revistei Luceafărul
- 1984 Premiul I la Festivalul Nichita Stănescu
- 1985 Marele premiu la Festivalul de poezie de la Sighet și premiul revistei România Literară.

## Volume
- „Cultivatorul de pietre și tandra dihanie” (1992),
- „Fântâna cu ghinturi” (1996),
- „Poeme” (2000)
- „Versuri din proză” (2000),
- „Est” (2002),
- „Tranșeea săpată de păsări” (2004),
- „Dimineți în rai” (2005),
- „Operele incomplete” (2006),
- ”Cenaclul literar-artistic "Andrei Mureșeanu" Vișeu de Sus - 40 de ani de existență” , ediție îngrijită de Gavril Ciuban și Lupu Petrovan, 2008.